# 土居宗珊
土居宗珊（日语：／ Doi sōzan；？—1572年(元龜三年)）是战国时代的武将。他是土佐一条氏的老臣，在中村城和为松城（现为四万十市立地方博物馆）的附近今城担任城主。

## 略历
一條兼定与伊予國的西园寺氏作战时，获得长宗我部元亲的援军并打败西园寺氏。
之后，由于兼定陷入放荡的生活，宗珊感到难过并多次劝谏，但最终触怒兼定并被其杀害。

## 脚注
1. 1 2 3  中村町役場編集『中村町史』（1950年）235頁